# Patric (Fußballspieler)
Patricio Gabarrón Gil (* 17. April 1993 in Mula, Region Murcia), genannt Patric, ist ein spanischer Fußballspieler. Er ist seit 2015 für Lazio Rom als Abwehrspieler aktiv.

## Karriere
Patric trat im Jahr 2008 der Jugendakademie des FC Barcelona bei, nachdem er zuvor beim FC Villarreal gespielt hatte. 2011/12 nahm er mit dem FC Barcelona an der NextGen Series teil, einem europäischen Vereinswettbewerb für Spieler unter 19 Jahren. Dort erreichte seine Mannschaft das Viertelfinale und verlor dort mit 0:3 gegen Ajax Amsterdam.
In der Saison 2012/13 debütierte Patric für FC Barcelona B. Beim 3:0-Auswärtserfolg gegen Hércules CF am 6. Spieltag der Saison wurde er in der 60. Minute für Gerard Deulofeu eingewechselt. Anschließend bestritt er in dieser Spielzeit noch 19 weitere Zweitligapartien für die B-Mannschaft und etablierte sich in der ersten Hälfte der darauffolgenden Saison als Stammspieler.
Am 26. November 2013, bei der 1:2-Niederlage gegen Ajax Amsterdam in der Champions League, feierte Patric sein Pflichtspieldebüt für die erste Mannschaft, als er 26 Minuten vor Ende der Partie ins Spiel kam.
Zur Saison 2015/16 wechselte Patric in die italienische Serie A zu Lazio Rom.

## Erfolge
- Italienischer Supercupsieger: 2017, 2019